# Randonnée équestre
 (mai 2015).
Si vous disposez d'ouvrages ou d'articles de référence ou si vous connaissez des sites web de qualité traitant du thème abordé ici, merci de compléter l'article en donnant les références utiles à sa vérifiabilité et en les liant à la section « Notes et références ».

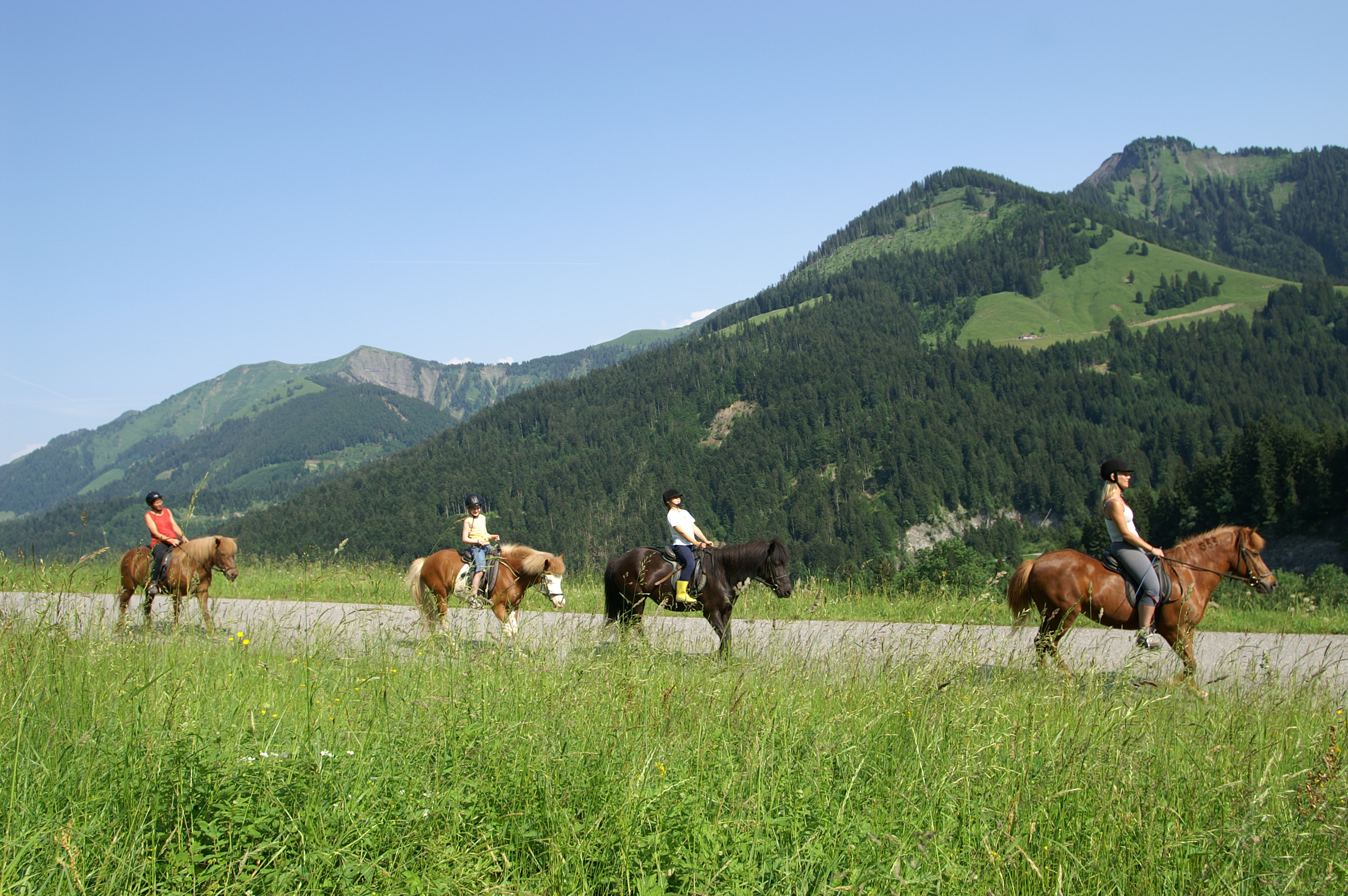
Randonnée équestre près de Dornbirn (Autriche).

La randonnée équestre, qui peut être montée ou attelée, est un loisir de pleine nature qui permet de partir à la découverte des patrimoines naturels et culturels des régions visitées à cheval. Cette activité englobe donc une partie du tourisme équestre. Les autres termes consacrés sont équitation d'extérieur ou équitation de pleine nature.

## Généralités

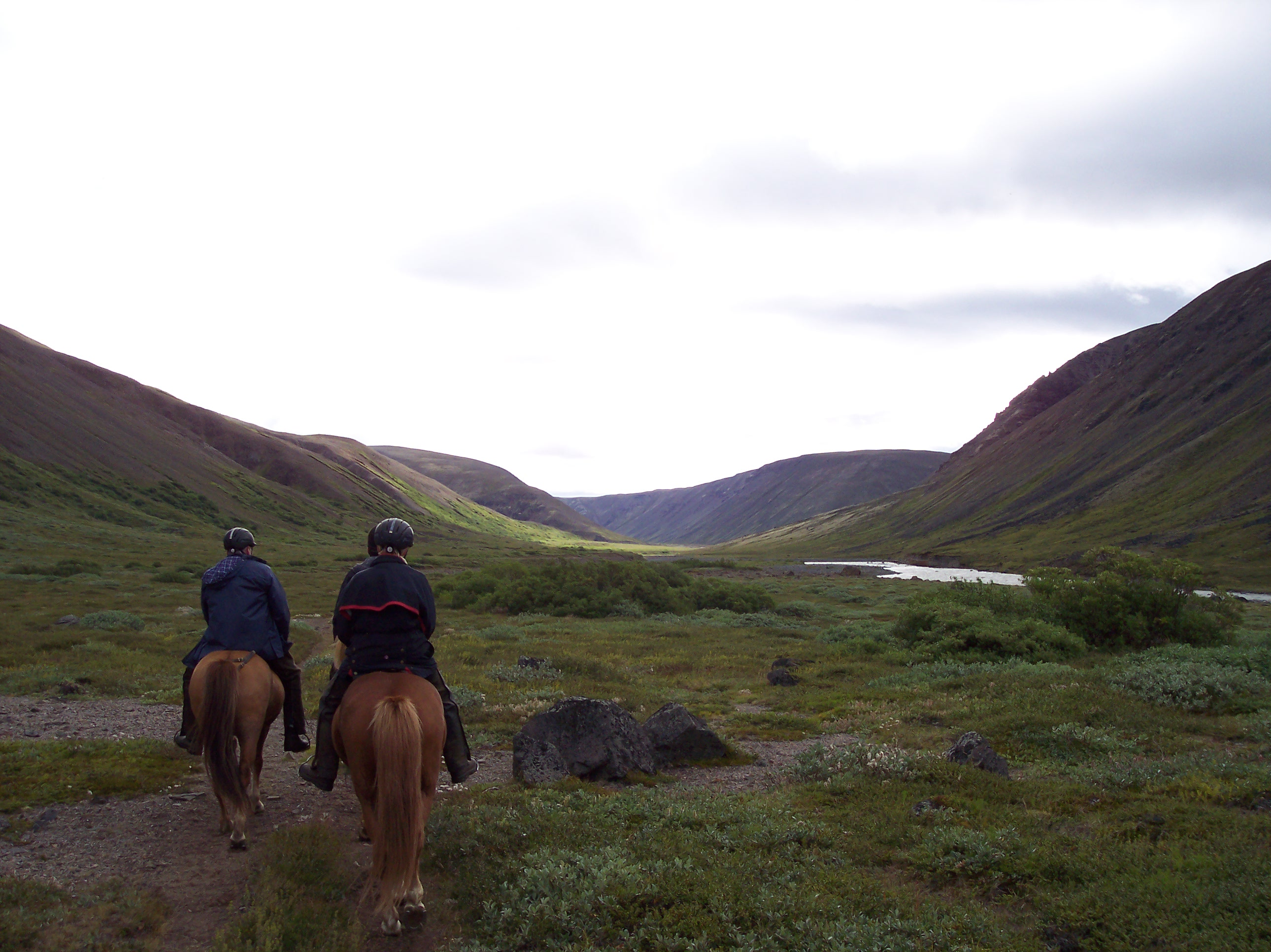
L'Islande est réputée pour la randonnée équestre. Ici des chevaux islandais parfaitement adaptés à ce type de terrain (Austurdalur, 2007).

Pour pratiquer la randonnée, il est préférable d’être à l’aise aux trois allures (pas, trot et galop) pour partir en toute sécurité, mais la randonnée ne demande pas un excellent niveau équestre. Il est également possible d'être passager sur un attelage, ce qui permet souvent aux personnes à mobilité réduite de pouvoir profiter de cette activité.
De nombreux accompagnateurs guident les groupes d’amis et les familles afin de leur faire découvrir les chemins de randonnée et les points d’intérêt touristiques. Les cavaliers aguerris possédant leur propre cheval pratiquent souvent cette activité sans accompagnateur : on parle alors de cavaliers indépendants. La durée moyenne d'une randonnée équestre varie de quatre à six jours. Cette activité présente de nombreux avantages :
- Le randonneur équestre est disponible pour observer le paysage.
- Les animaux n'éprouvent pas de crainte vis-à-vis du cheval qui masque l'odeur de l'homme.
- Le cavalier voyage sur des chemins ruraux qui permettent de pénétrer au cœur d'une région et de découvrir des paysages souvent inatteignables en voiture.
- Le contact avec son cheval, au fil des journées, apporte une expérience enrichissante et nouvelle.
- Le regard du cavalier, assis en hauteur sur sa monture, porte loin.
- Sur terrain adéquat, le trot et le galop permettent de se déplacer rapidement.

## Randonnée équestre par pays

### En France

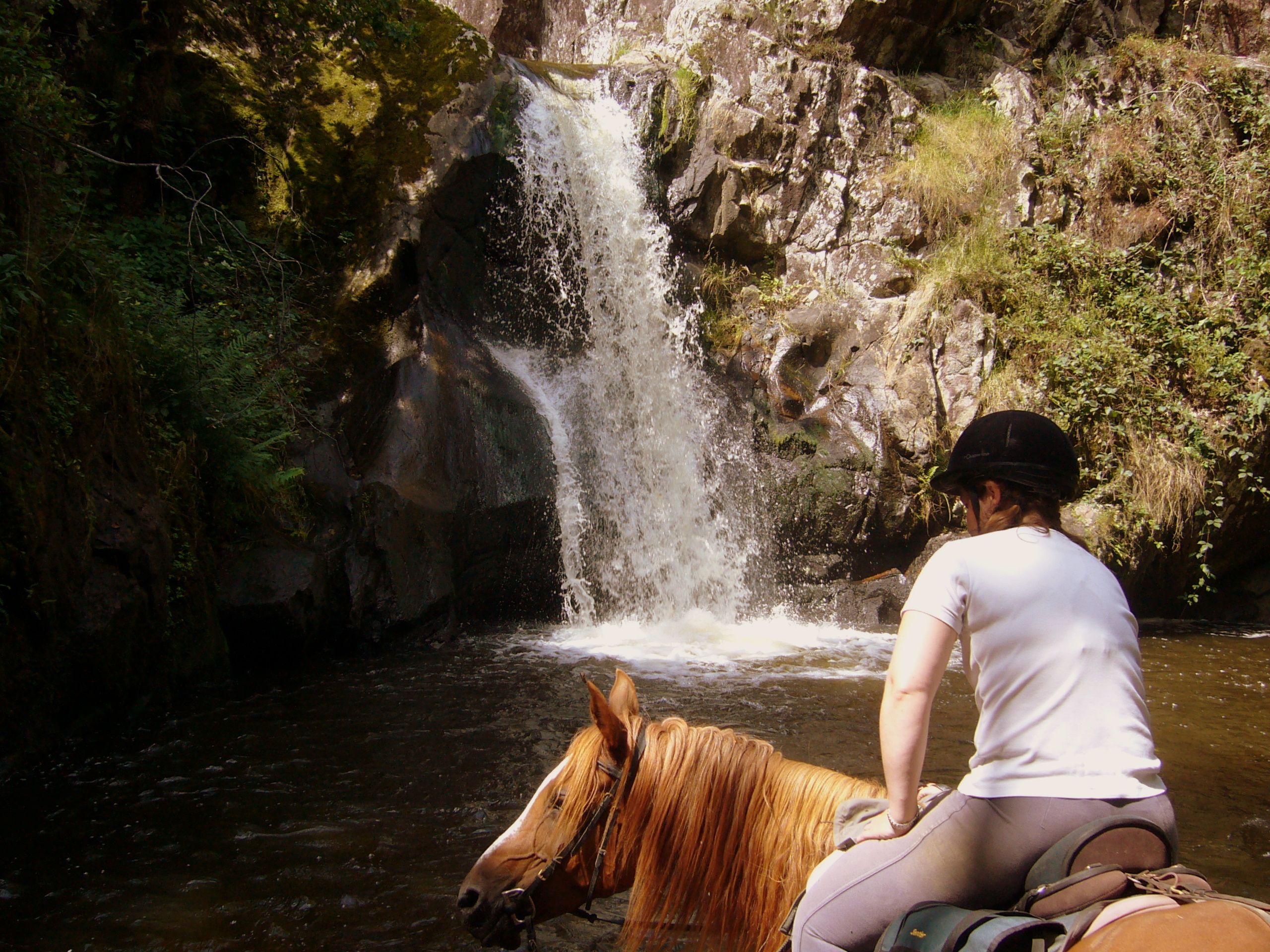
Randonnée équestre dans le Puy-de-Dôme, France.

La France est un pays pionnier de la randonnée équestre en Europe, depuis les années 1970. Le développement de cette activité a permis la mise en place d’un important réseau d’itinéraires adaptés. Plusieurs circuits aménagés sont à disposition des randonneurs, tels que l'Aude en pays Cathare, la Drôme à cheval, le Jura du Grand Huit, l'Ariège à Cheval, Equibreizh en Bretagne, etc. Des hébergements accueillent les randonneurs et leurs chevaux le long des itinéraires, tels que les établissements labellisés Cheval Étape.
Certains chemins sont transfrontaliers et permettent de partir à la découverte d’autres pays européens, comme la Route européenne d’Artagnan, reliant Lupiac en Gascogne (France), lieu de naissance de ce personnage emblématique, à Maastricht dans le Limbourg (Pays-Bas), où il a trouvé la mort.
Certains centres équestres sont labellisés Centres de Tourisme Équestre par la Fédération française d'équitation, et destinés à l’accueil de cavaliers randonneurs. Les destinations sont variées : bord de mer, forêt, montagne, etc. Il est possible d'effectuer des randonnées transfrontalières en altitude entre France et Espagne dans les Pyrénées, proposées par les guides équestres transpyrénéens. Les Centres de Tourisme Équestre permettent aux cavaliers confirmés et débutants d'être encadrés par des professionnels qualifiés pour découvrir l'environnement, le cheval, et le milieu équestre à travers des animations, promenades et randonnées. Il existe aussi quelques agences de voyages spécialisées dans le tourisme équestre, certaines étant d'ailleurs elles-mêmes organisatrices de randonnées équestres.
Depuis 1961, les amateurs de randonnée équestre se donnent rendez-vous régulièrement pour l’Equirando, le plus grand rassemblement européen de cavaliers et meneurs d’extérieur. Le développement de l’activité a également permis de conforter l'élevage du cheval dit « de loisirs », avec le soutien des Haras nationaux. 

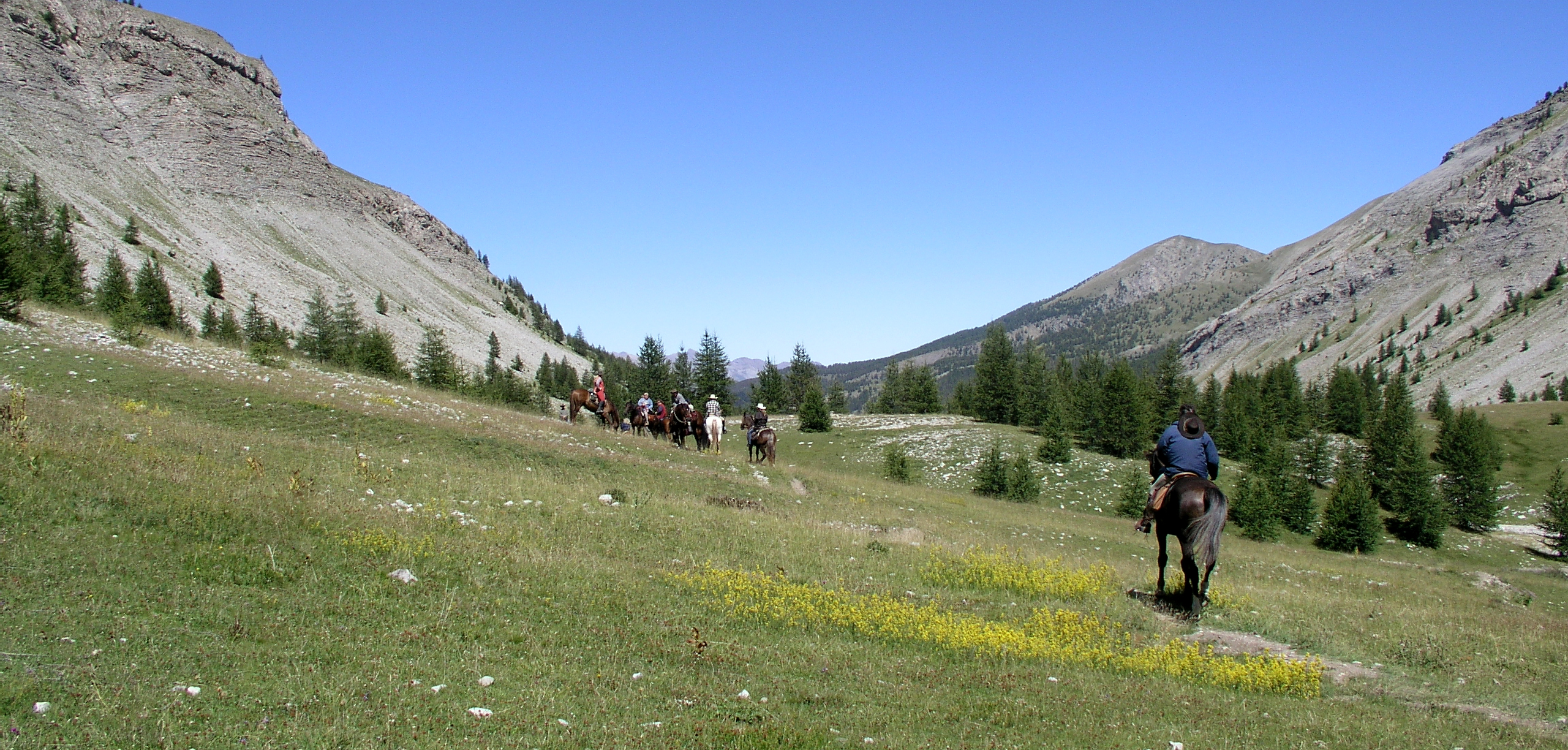
Randonnée équestre dans la vallée de la Lance (Colmars, Alpes-de-Haute-Provence, France).

En parallèle de la fédération française d'équitation et de son CNTE, il existe deux fédérations non sportives de pratiquants : Équiliberté créée en 2002 et la Fédération des randonneurs équestres de France (FREF-France) fondée en 1972 par Gilbert Gunhold et Igor Muchins, plutôt adepte de la randonnée nature, des voyages et de la formation des cavaliers à la randonnée à cheval. La FREF-France est affiliée à la Fédération sportive et gymnique du travail FSGT.

### Au Canada
En 2002, le nombre de randonneurs équestres au Québec est estimé à 137 000, dont 39 000 pratiquants réguliers. 78,9 % des pratiquants sont des femmes.